# 伴林氏神社

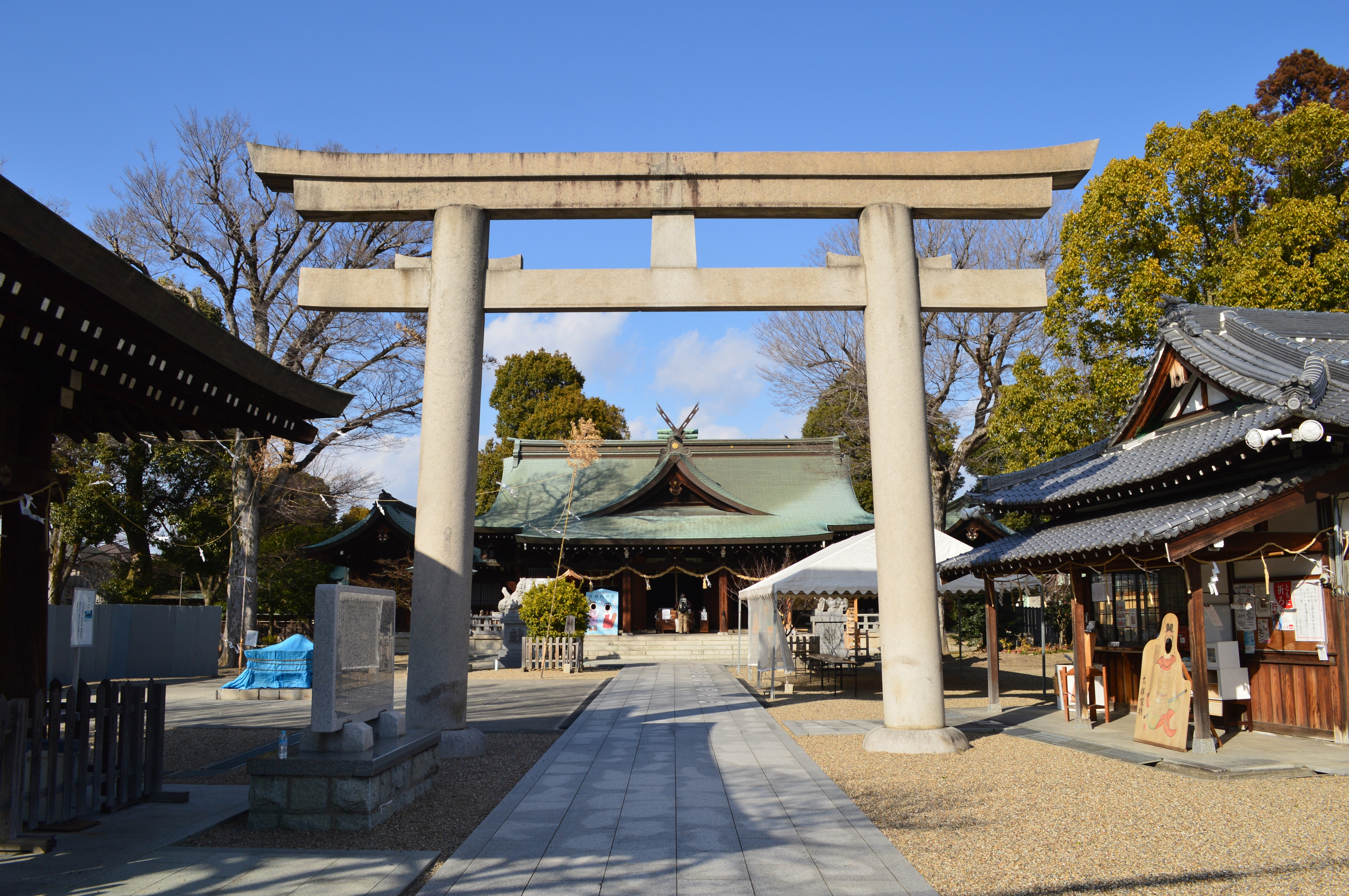
鳥居

伴林氏神社（ともばやしのうじのじんじゃ）は、大阪府藤井寺市林（河内国志紀郡拝志郷）にある神社。式内社で、旧社格は府社。かつては「西の靖国神社」とも呼ばれた。

## 祭神
- 主祭神 - 高皇産霊神（たかむすひのかみ）
- 配祀神 - 道臣命（みちのおみのみこと）、天押日命（あめのおしひのみこと）

社名から、大伴氏の支族である伴林氏が祖神を祀ったものとみられる。高皇産霊神の5代目の子孫が天押日命であり、天押日命の3代目の子孫が道臣命である。

## 歴史

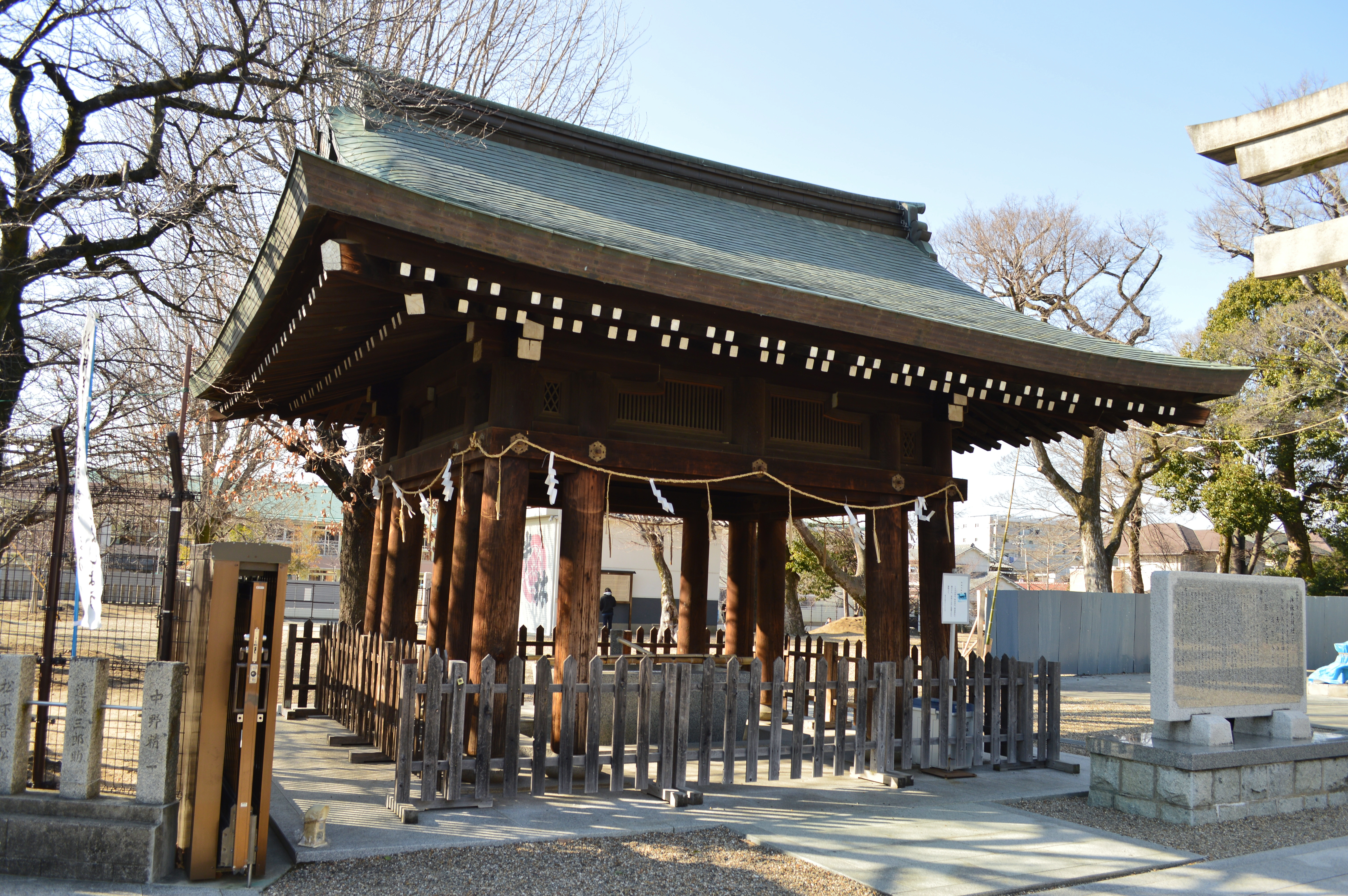
手水舎

創建年は不詳である。日本三代実録によると貞観9年（867年）2月26日条に河内国志紀郡林氏神が官社へ列したとあり、貞観15年（873年）12月20日には祭神の天押日命が従五位下に叙せられたという記述がある。
戦国時代には織田信長の軍勢によって焼かれてしまい社殿が焼失した。その後、伴林氏が途絶えると地元の人々によって産土神を祀る社として再建された。
江戸時代には伴林氏神社の比定が国学者によって行われているが、江戸時代の国学者や役人の問い合わせに対しても当時の林村の村役人は牛頭天王の社であるとして否定的な回答を返している。その林村でも幕末には伴林氏神社を大伴氏の祖神を祀る社であるとする認識が広まるが、それにはこの村出身の国学者である伴林光平の影響があったと考えられている。
1872年（明治5年）に村社に列格している。
1932年（昭和7年）に軍人勅諭下賜50年を記念した調査が行われると、当社が軍事を司どった大伴氏の祖神である道臣命を祀る日本唯一の神社であることが判明し、「西の靖国神社」と称されて注目されるようになった。ただし、この決定は当時の陸軍次官である柳川平助から調査を委託された国学者・歴史学者の生田目経徳の持説に基づく要素が強いとされる。これ以降、境内の整備・拡充が行われ、1940年（昭和15年）に新社殿が完成して遷座が行われた。この時、東京府（現・東京都）の靖国神社から1872年（明治5年）に作られた手水舎が寄贈されている。1942年（昭和17年）2月10日、府社に昇格した。
社標は近衛文麿の筆である。

## 境内
- 本殿（国登録有形文化財） - 1940年（昭和15年）再建。
- 幣殿（国登録有形文化財） - 1940年（昭和15年）再建。
- 拝殿（国登録有形文化財） - 1940年（昭和15年）再建。
- 透塀（国登録有形文化財） - 1940年（昭和15年）建立。
- 棟門（国登録有形文化財） - 1940年（昭和15年）建立。
- 社務所
- 手水舎（国登録有形文化財） - 1940年（昭和15年）に東京府（現・東京都）の靖国神社から寄進され、現在地に移築。1872年（明治5年）に作られたもの。

### 摂・末社
- 若宮八幡宮（国登録有形文化財） - もとは澤田尋常小学校（現・道明寺小学校）の奉安殿。

## 文化財

### 国登録有形文化財
- 伴林氏神社本殿（建造物） - 2022年（令和4年）6月29日登録[2]。
- 伴林氏神社拝殿及び幣殿（建造物） - 2022年（令和4年）6月29日登録[2]。
- 伴林氏神社棟門及び透塀（建造物） - 2022年（令和4年）6月29日登録[2]。
- 伴林氏神社手水舎（建造物） - 2022年（令和4年）6月29日登録[2]。
- 伴林氏神社若宮八幡宮社殿（旧澤田尋常小学校奉安殿）（建造物） - 2022年（令和4年）6月29日登録[2]。

## 現地情報
所在地
- 大阪府藤井寺市林3丁目6-30

交通アクセス
- 鉄道：近鉄南大阪線土師ノ里駅下車、徒歩約10分（北西へ約800m）